# Вамбах, Эмиль
Эми́ль Ксавье́ Ва́мбах (нидерл. Emiel Xavier Wambach, фр. Émile Xavier Wambach; 26 ноября 1854, Арлон, Бельгия — 6 мая 1924, Антверпен, Бельгия) — бельгийский дирижёр, музыкант и композитор, профессор и директор Королевской консерватории в Антверпене. Представитель фламандского романтизма.

## Биография

### Ранние годы
Эмиль Ксавье Вамбах родился в городке Арлон 26 ноября 1854 года. Он был сыном Пауля Вамбаха, фаготиста в оркестре 10-го пехотного полка армии бельгийского королевства. Отец будущего композитора был уроженцем Альбхаузена в курфюршестве Гессен и получил бельгийское подданство в 1858 году, после чего уволился из военного оркестра и переехал с семьёй в Антверпен. Здесь он преподавал игру на фаготе в музыкальной школе и служил в оркестре Королевского французского театра.
В возрасте шести лет Эмиль Вамбах поступил в музыкальную школу (фр. Ecole de Musique) по классу скрипки. В 1866 году его заметил профессор Анри Вьётан, по совету которого он поступил в Королевскую консерваторию в Брюсселе, где обучался игре на скрипке и фортепиано, контрапункту и гармонии. Одним из его учителей был Франсуа-Огюст Геварт. Год спустя, он продолжил образование в Антверпенской музыкальной школе. Параллельно с обучением гармонии, контрапункту, фуге и композиции у директора школы, Петера Бенуа, брал частные уроки композиции у композитора Адольфа Самуэля.

### Карьера
Музыкальную карьеру Эмиль Вамбах начал, как скрипач в артистическом кружке (фр. Cercle Artistique) при Королевском театре и Королевском обществе гармонии (фр. Société royale d'Harmonie), но очень скоро приобрёл широкую известность как дирижёр и композитор. В 1877 году состоялся его композиторский дебют кантатой «Ода к Рубенсу» (нидерл. Ode aan Rubens) на слова Алекса Стоопса, исполненной во время празднования в Антверпене трёхсотлетия со дня рождения Питера Пауля Рубенса. В 1880 году, в большом зале Королевского общества гармонии, прошла премьера его кантаты «Отчизна» (нидерл. Het vaderland) на слова Петера Андреса де Воса, в честь писателя Хендрика Консьянса. В 1881 году он возглавил оркестр Общества святого Григория в Антверпене. Особое внимание в это время композитор уделял исполнению сочинений Джованни Пьерлуиджи да Палестрины и других старых мастеров. В том же году в зале Королевского общества гармонии состоялась премьера его оратории «Моисей на Ниле» (нидерл. Mozes op den Nijl) на либретто Эдмонда ван Херендейла. В 1884 году он представил публике ещё одну ораторию «Иоланда» (нидерл. Yolande) на либретто Августа Снидерса. В 1885 году для Всемирной выставки в Антверпене им была написана «Кантата для детей» (нидерл. Kindercantate) на слова Франса Виллемса.
Ораторию «Белый цветок» (нидерл. Blanchefloor) на либретто Августа Снидерса, в знак благодарности, он посвятил своему учителю Питеру Бенуа. Большое внимание композитор уделял сочинению духовной музыки, особенно органной. В 1888 году им был переложен на музыку псалом «На реках вавилонских» (лат. Super flumina), который он посвятил памяти Йоста ван ден Вондела. Его концертные арии «Обручение Фредегонды» (нидерл. Fredegonde's verloving) на слова Эдмонда ван Херендейла, «Возвращение на родину» (нидерл. Terugvaert naar het moederland) на слова Теодора ван Рийсвика и «Рождественская ночь» (нидерл. Kerstnacht) на слова Хильды Рам имели большой успех у публики и были переведены с нидерландского на французский и английский языки. В 1892—1894 годах им были написаны «Танцевальный спектакль» (нидерл. Schouwspeldans) для Ландьювеела — фламандского драматического турнира и «Увертюра в старом стиле» (нидерл. Ouverture in de oude stijl) в честь проведения ещё одной Всемирной выставки в Антверпене.
1 июля 1894 года он был назначен капельмейстером собора в Антверпене, и занимал эту должность до 1912 года. В этот период им были написаны «Великая месса» (нидерл. Grote mis), «Стояла Мать скорбящая» (лат. Stabat Mater) и «Когда Израиль вышел из Египта» (лат. In exitu Israel). В 1894 году на сцене Фламандского оперного театра в Антверпене состоялась премьера лирической драмы композитора «Мелюзина» (нидерл. Mellusina) на либретто Франса Гиттенза. В 1898 году на открытии памятника в Хасселте в честь Крестьянской войны 1798 года прозвучала его «Героическая кантата» (нидерл. Heldenkantate) на слова Хильды Рам. В декабре 1899 года на сцене всё того же Фламандского оперного театра была поставлена опера «Квентин Массейс» (нидерл. Quinten Massys) на либретто Рафа Ферхюльста, ставшая самым известным сценическим произведением Эмиля Вамбаха.
В 1899 году композитор был принят в Королевскую консерваторию в Антверпене в качестве профессора средневековой музыки. В 1901 году последовало его назначение в качестве профессора гармонии, а в следующем году он стал инспектором бельгийских музыкальных школ. В 1905 году в честь семидесяти пятилетия независимости Бельгии, он написал новую оркестровку национального гимна, посвятив её королю Леопольду II. Тогда же им были написаны кантата «Земля бельгийцев» (нидерл. Aan Belgenland) на слова Пьера д’Акра, впервые исполненная в Брюсселе совместным хором консерватории, собора и оперного театра. В 1909 году в Аррасе состоялась премьера его оратории «Ода к Жанне д’Арк» (фр. Ode à la bienheureuse Jeanne d'Arc) на либретто аббата Жозефа Мерлана, которая в том же году была представлена публике в Сан-Паулу и Монреале. В 1911 году попытка композитора возглавить Королевскую консерваторию во Льеже окончилась неудачей. В 1912 году, несмотря на бурные протесты со стороны фламандских националистов, Эмиль Вамбах стал директором Антверпенской консерватории, сменив на этом месте Яна Блокса. Одним из обвинений в адрес композитора было то, что в своей семье он говорил на французском языке.
Во время Первой мировой войны жил в Нидерландах и Великобритании. За этот период в качестве скрипача и пианиста он дал многочисленные благотворительные концерты в Нидерландах, Великобритании и Франции, средства от которых пошли на оказание помощи бельгийским солдатам. Тогда же им были написаны «25 поэм войны» (нидерл. 25 Oorlogsgedichten) для голоса и оркестра, а также несколько хоровых произведений. В 1919 году он вернулся к обязанностям директора консерватории. Им была написана «Славная кантата» (нидерл. Huldezangcantate) на слова Мауритса Саббе, исполненная оркестром под руководством Константа Ленерта в 1920 году. В том же году в соборе Нотр-Дам-де-ла-Трей в Лилле была исполнена его «Месса на четыре голоса». В 1922 году он первым ввёл курс истории музыки в консерватории. Также им была значительно расширена библиотека консерватории и собрана коллекция старинных музыкальных инструментов. Последними сочинениями композитора стали «Сладчайший Иисус» (лат. Pie Jesu), «Воззвание к святому Михаилу» (нидерл. Invocatie tot Sint Michiel) и кантата «Блаженная сестра Тереза» (нидерл. Cantate voor de gelukzalige zuster Theresia), посвящённая святой Терезе из Лизье. Последнее сочинение осталось им не завершённым.

### Смерть
Эмиль Вамбах умер 6 мая 1924 года в Антверпене. Он был похоронен на кладбище в Шонселхофе. В 2008 года Федерация фламандских хоров спасла его могилу от уничтожения. Одна из улиц Антверпена названа в его честь.

## Творческое наследие
Эмиль Вамбах был сторонником фламандской музыкальной школы. Творческое наследие композитора включает 2 оперы, 3 концертные арии, 4 оратории, 9 кантат, многочисленные сочинения духовной музыки.